# Maison de Salm
Pour les articles homonymes, voir Salm.
La maison de Salm, est issue de l'ancienne noblesse lotharingienne puis des comtes de Luxembourg anciennement possessionnés dans l'actuel pays de l'Ardenne belge. Elle est surtout connue par la destinée que connut la branche qui s'implanta dans les Vosges qui sut constituer au fil du temps le territoire d'une principauté dont la capitale fut Badonviller puis Senones.
Les possessions du nord dans les Ardennes ( Bas-Salm ) sont venues à une lignée de comtes rhénans de Spanheim au XIIe siècle par héritage féminin, tandis que celles du sud dans les Vosges ( Haut-Salm ) sont également venues à une lignée de Rhinegraves par héritage féminin au XVe siècle. Ces familles s'appelaient alors aussi Comtes de Salm et se divisaient à leur tour en sous-lignages, qui furent plus tard élevés au rang de princes, dont certains existent encore aujourd'hui et appartiennent à la haute noblesse.
Les représentants de la dynastie s'illustrèrent notamment en tant que comtes de Trèves, d'Ardenne, palatin de Lorraine (Lotharingie), puis de Salm, roi de Germanie, avoués de l'abbaye Saint-Pierre de Senones, comtes de Salm en Vosge(s), gouverneurs de Nancy, maréchaux de Lorraine et du Barrois, princes du Saint Empire, princes souverains de Salm-Salm.

## Les premiers comtes de Salm

### Origine de la famille
L'ancêtre était Wigéric de Bidgau, comte palatin de Lorraine († avant 919). Son fils présumé Sigefroid de Luxembourg († 998) figure en tête de la Maison d'Ardenne. Son petit-fils Giselbert (ou Gislebert, † 1056/59), fils cadet de Frédéric, portait le titre de comte de Salm en 1036 et de comte de Luxembourg en 1047. Il partagea la propriété entre ses fils Conrad Ier de Luxembourg et Hermann de Salm († 1088), ce dernier étant non seulement l'ancêtre de la maison de Salm, mais aussi l'anti-roi d'Henri IV.
Le petit-fils d'Hermann, Henri Ier, divisa à nouveau le comté en 1163 : son fils Henri II reçut les régions des Vosges (le soi-disant comté de Haut-Salm, en allemand : Obersalm), la fille Elisabeth et son gendre le comte Frédéric II de Vianden les régions dans les Ardennes (désormais Bas-Salm ou Niedersalm). À partir de ce moment, il y avait deux comtés de Salm avec des lignes de développement différentes dans le Saint-Empire romain.
Les armes des comtes étaient un écu de gueules à deux saumons adossés d’argent accompagnés de 7 croisettes d’or. Le mot pour saumon est « Salm » en allemand, du latin salmo.
Les comtes de Salm font partie du groupe héraldique des dix lignages issus de Thierry Ier de Bar (v. 1045-1103) qui ont deux poissons adossés dans leurs armes au XIIIe siècle.

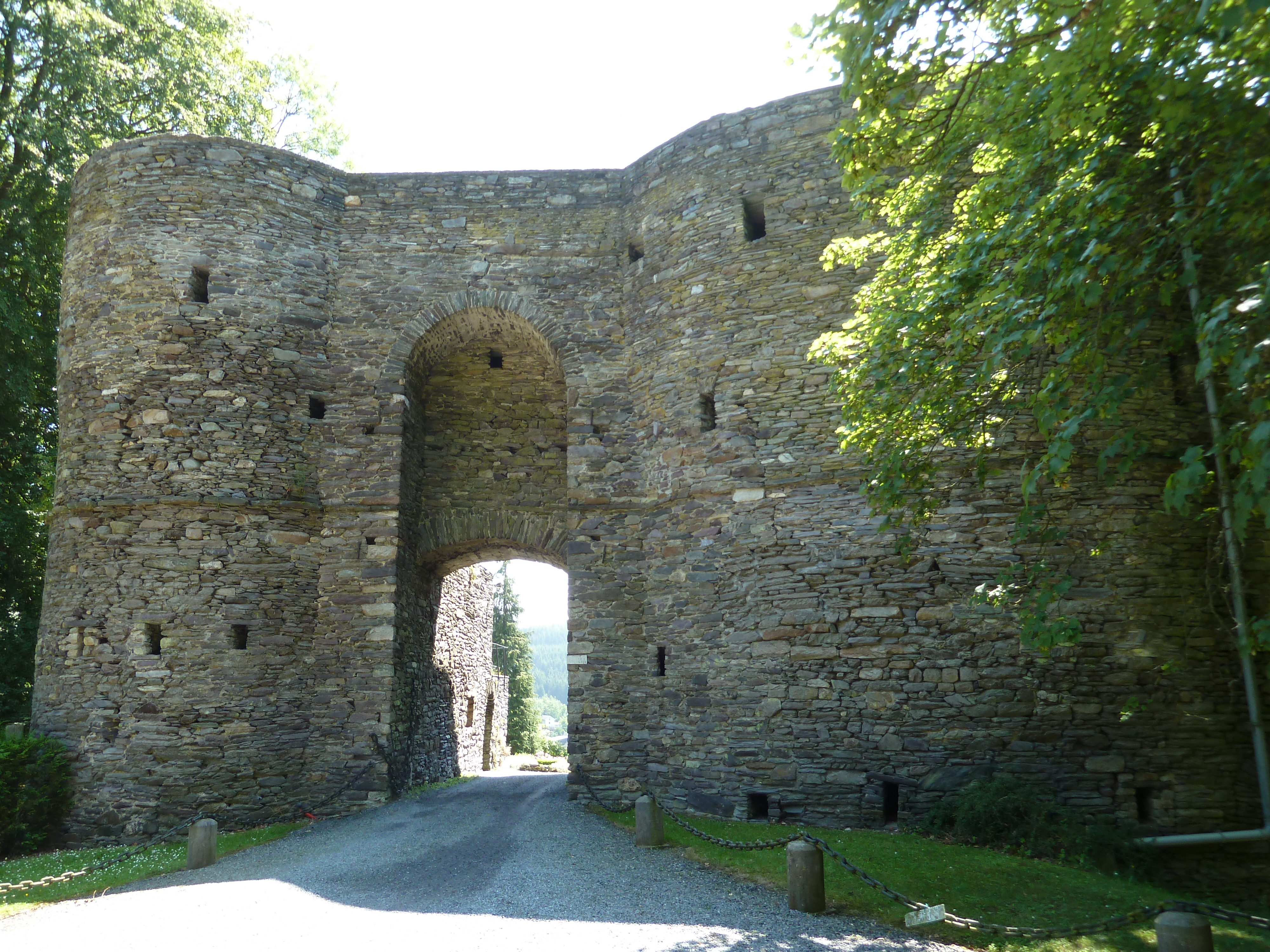
Château des comtes de Salm à Salmchâteau, Vielsalm, dans la province de Luxembourg de Belgique ; siège d'origine, Bas-Salm ou Salm dans les Ardennes.
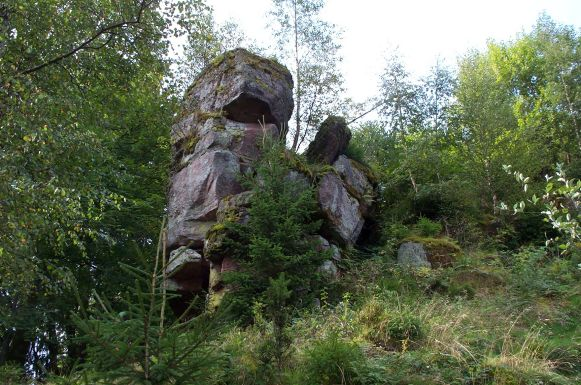
Château de Salm à La Broque, département des Vosges (Haut-Salm), nouvelle fondation à la fin du XIIe siècle

### HermannIer
Le comté ardennais de Salm n'avait guère d'importance stratégique bien qu'on y exploitait quelques gisements de cuivre et que l'on procédait depuis l'Antiquité à l'extraction de l'or natif ; mais Hermann et ses descendants vont s'appuyer sur les deux puissances de l'époque pour assurer leur ascension : l'Église et le Saint Empire.
Hermann acquit le comté de Rheineck (ou Rhineck) par mariage avec Sophia, comtesse de Rheineck.
Il était aussi le neveu de l'évêque de Metz Adalbéron III (1047-1072). Vers 1080, l'évêque Hermann de Metz investit Hermann Ier de la charge d'avoué épiscopal.
Hermann parvint en 1080 à se faire élire « anti-roi de Germanie », profitant des difficultés du roi précédemment élu, l'empereur Henri IV.
Pourtant, après un temps d'exil et malgré quelques victoires militaires, Hermann abandonna ses prétentions à la royauté, et mourut en 1088.

### De nouvelles perspectives
Le comte Hermann II, fils de Hermann Ier, épousa Agnès de Langenstein, comtesse de Langenstein (Longue Pierre, dans les Vosges), jetant les bases de la branche vosgienne des Salm.
Son frère Othon (ou Otto) reçut le comté de Rheineck. Il épousa Gertrude de Nordheim, sœur de Richenza, avec qui il eut Sophie de Rheineck ; il était beau-frère du roi des Romains Lothaire de Supplinbourg qui devint ensuite empereur. Othon fut alors élevé à la dignité de comte palatin.

## Les deux branches de Salm

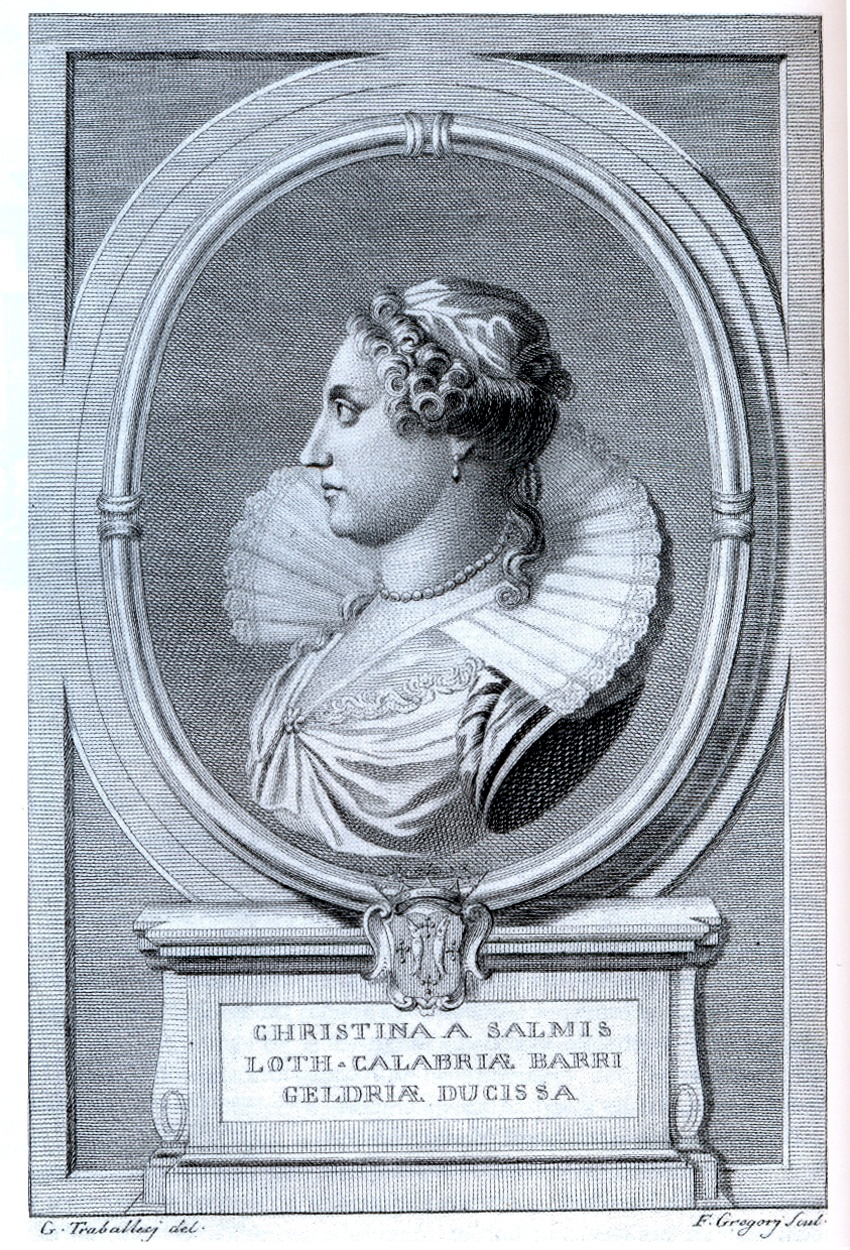
Christine de Salm, duchesse de Lorraine et femme du duc de Lorraine.

Le petit-fils de Hermann II, le comte Henri II, né au château de Pierre-Percée, choisit de vivre dans le nouveau comté de Salm qu'il créa à la fin du XIIe siècle sur les terres vosgiennes, Salm en Vosge(s) ; il abandonna alors le comté de Salm en Ardenne à sa sœur Élise ou Élisabeth.
- Devenue comtesse, Élise épousa Frédéric comte de Vianden, créant la nouvelle branche ardennaise (et luxembourgeoise) des Salm-Vianden, puis Salm-Reifferscheid, laquelle s'intitula Altgraf zu Salm (« comte ancien, ou originel, de Salm »). Elle reçut la dignité princière aux XVIIIe siècle et XIXe siècle.
- Les descendants de Henri II, intitulés également comtes de Salm et gouvernant le comté de Salm en Vosges, créèrent au Moyen Âge la lignée des sires puis comtes de Blâmont. Ils se fondirent ensuite dans les lignées des Wildgraves et Rhingraves (1499, princes de Salm à partir de 1623, élevés au rang de prince du Saint-Empire, « Fürst »), et des ducs de Lorraine (1600).
À partir de 1739, à la suite d'une alliance, les princes de Salm (-en-Vosges) s'intitulèrent princes de Salm-Salm, puis ils obtinrent en 1751 la redéfinition de leur territoire.

## Branches des Salm en Allemagne

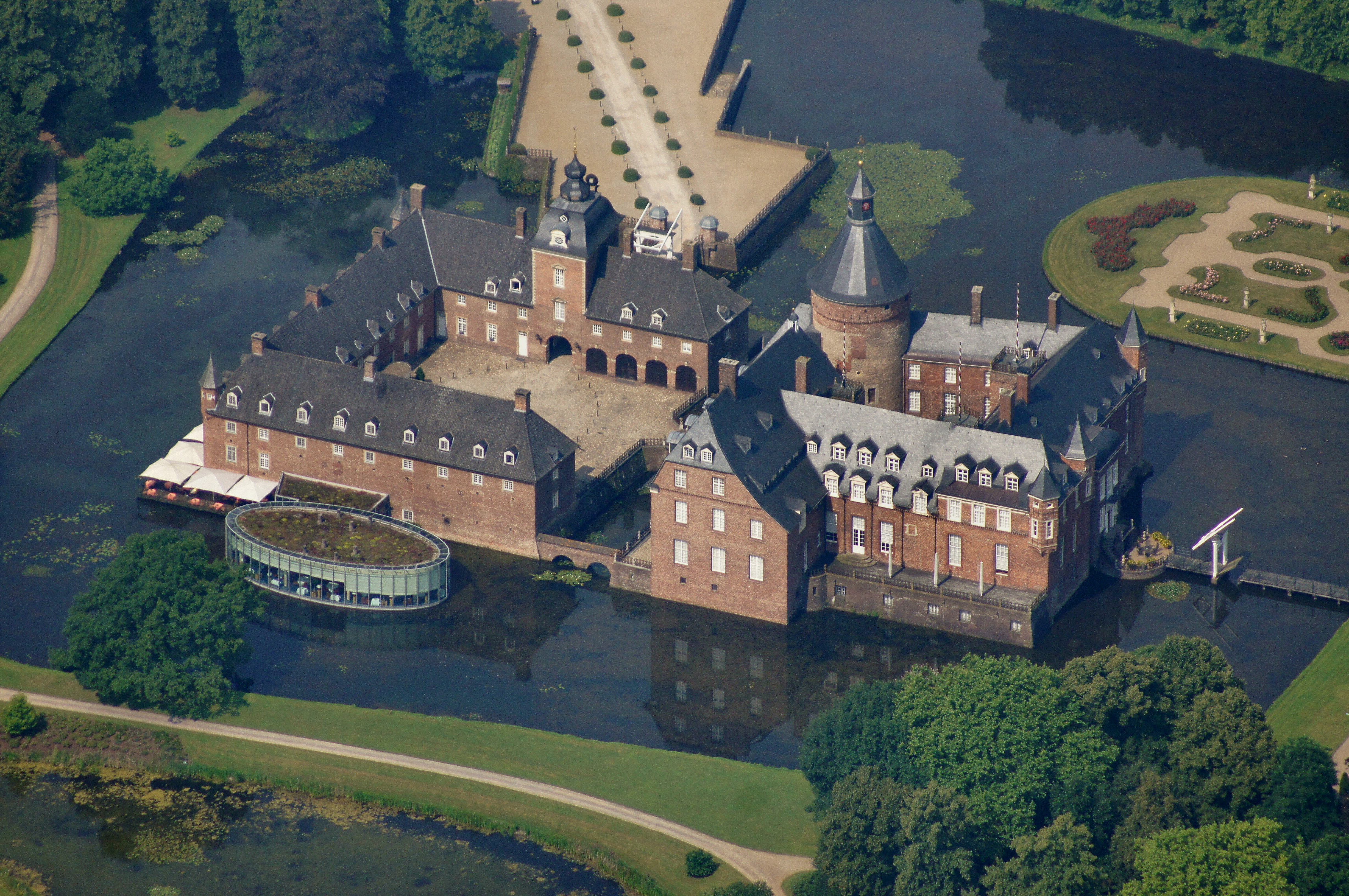
Le château d'Anholt

La Révolution française contraignit les princes de Salm-Salm à l'exil, dans leur château d'Anholt en Westphalie (Allemagne), où leurs descendants résident toujours.
D'autres branches de Salm, presque toutes princières, s'étaient déjà créées dans l'Empire au fil des siècles, issues de l'une ou l'autre branche de Salm (en Ardenne ou en Vosges). Le prince Frédéric III de Salm-Kyrbourg fit construire l'hôtel de Salm à Paris, actuel palais de la Légion d'honneur. Il mourut sur l'échafaud pendant la terreur révolutionnaire.
Au XIXe siècle, tous ces princes de Salm, auparavant souverains, furent médiatisés : ils perdaient l'indépendance de leurs États. Les princes des différentes lignées autrefois indépendantes ont conservé leur statut, leur égalité avec les maisons souveraines restantes et certains droits politiques spéciaux en leur qualité de « Standesherren » (« seigneurs de rang »), créés par l' Acte confédéral allemand.
En 1830, l'un des princes de la Maison de Salm se présenta sans succès au congrès national qui devait choisir un roi au nouveau royaume de Belgique.

## Arbre dynastique
Cet arbre présente schématiquement les différentes branches de la famille de Salm.
```
 
Luxembourg
 (
Frédéric de Luxembourg
)
│
├─> 
Salm
, puis (1047) 
Luxembourg
 (
Giselbert
)
│   │
│   ├─> (1059)
│   │   
Luxembourg
 (
Conrad 
I
er
)
│   │
│   └─> (1047)
│       
Maison de Salm
 :
│       
Hermann 
I
er
 († 1088), 1047-1088
│       │
│       ├──────────────────────────────────────────┐
│       │                                          │
│       Hermann II (1111-1135?)                    Othon († 1150), 
comte de Rheineck
, 
de Bentheim
,
│       │                                          
comte palatin du Rhin
, 
sans postérité mâle

│       Henri 
I
er
 (1135-1170), 1133-1170
│       │
│       
avant 1200, partage des possessions ardennaises et vosgiennes entre Henri
 
II et Élise sa sœur ;

│       
chacune des deux branches porte le titre de 
comte de Salm
[
6
]

│       │
│       ├─> 
comté de 
Salm en Ardenne
 :
│       │   Élise ou 
Élisabeth
, 
comtesse de Salm

│       │   x Frédéric, comte de 
Vianden

│       │   │
│       │   └─> (avant 1200)
│       │       
Salm-Vianden
, éteinte en 1416
│       │       │
│       │       └─> (1416 par testament et transmission familiale)
│       │           
Salm-Reifferscheid
 (Jean V, comte de 
Reifferscheid
 : cf.
[
7
]
 et 
château de Reifferscheid
 
(de)
)
│       │           │
│       │           ├─> (1639)
│       │           │   
Salm-Reifferscheid

│       │           │   │
│       │           │   ├─> (1734)
│       │           │   │   
Salm-Reifferscheid-
Bedbourg
, devient (1803) 
Salm-Reifferscheid-
Krautheim
, 
│       │           │   │   princes d'Empire (1804)
│       │           │   │
│       │           │   ├─> (1734)
│       │           │   │   
Salm-Reifferscheid-
Hainspach
,
│       │           │   │
│       │           │   └─> (1734)
│       │           │       
Salm-Reifferscheid-
Raitz

│       │           │       (laquelle conserva le 
comté de Salm en Ardenne
), 
princes d'Empire
 (1796)
│       │           │
│       │           └─> (1639)
│       │               
Salm-Reifferscheid-
Dyck
, princes (1816)
│       │
│       └─> 
comté de 
Salm en Vosges
 :
│           Henri II († v. 1200), 
comte de Salm
 v. 1170-1200?
│           │
│           ├──────────────────────────────────────────┐
│           │                                          │
│           Henri III († 1246), v. 1200-1246           Frédéric Henri († avant 1246), sire de 
Blâmont
,
│           │                                          
sans postérité

│           │
│           ├──────────────────────────────────────────┐
│           │                                          │
│           (Henri de Viviers)                         
sires
 puis 
comtes de 
Blâmont

│           │                                          (Frédéric, † avant 1258, sire de Blâmont)
│           │                                          éteinte en 1503
│           │
│           Henri IV († v.1292), 1245-1292, comte de 
Blieskastel
 (1275-1284)
│           │
│           Jean 
I
er
 (v. 1260-1330?), 1292-1330
│           │
│           ├──────────────────────────────────────────┐
│           │                                          │
│           Simon 
I
er
 († 1346), 1332-1346?             (Nicolas, † 1343), 1336-1343, seigneur de 
Puttelange
 (1337)
│           │                                          │
│           Jean II (v. 1330-?), 1347-?, │
│           comte de 
Chiny
 (1358-65)                   │
│           │                                          Jean III, d'abord seigneur de Puttelange et 
Viviers
 (1352), ?
│           Simon II († 1397), ?-1397
│           │
│           Simon III († 1459), 1397-1459
│           │
│           ├─> Jacques († 1475), 1459-1475
│           │
│           
à la mort du comte Jacques, sa sœur Jeannette et son frère Jean décident de se partager le pouvoir ;

│           
le comté reste indivis, les deux branches prennent chacune le titre de 
comte de Salm.
│           │
│           ├─> Jeannette de Salm
│           │   x Jean V, 
Wildgrave
 de 
Dhaun
 
(de)
 et 
Kyrburg
 
(de)
, 
Rhingrave
 de 
Stein
 : 
Rocher des Rhingraves
 
(de)
[
8
]
,
│           │   │
│           │   └─> (1475)
│           │       
Wild- et Rhingraves, comtes de Salm
[
9
]
 :
│           │       Jean V, Wild- et Rhingrave, comte de Salm
│           │       │
│           │       Jean VI († 1561)
│           │       X Jeanne de 
Moers-Sarrewerden

│           │       
par ce mariage, les Rhingraves acquièrent un quart des droits sur la baronnie de 
Fénétrange
,

│           │       
ainsi que la seigneurie de 
Diemeringen

│           │       │
│           │       ├─> 
Dhaun
, possédant Salm, Dhaun et Stein :
│           │       │   Philippe, Wildgrave de Dhaun, Rhingrave de Stein, comte de Salm
│           │       │   │
│           │       │   ├─> (1561)
│           │       │   │   
Salm et Neuviller
 :
│           │       │   │   Frédéric, comte de Salm et 
Neuviller

│           │       │   │   │
│           │       │   │   ├─> (1610)
│           │       │   │   │   
Salm
 puis 
Princes de Salm
 (1623) :
│           │       │   │   │   1610-1634: Philippe Othon (1575-1634), 
prince de l'Empire
 en 1623
│           │       │   │   │   1634-1636: Louis (1618-1636),
│           │       │   │   │   1636-1663: Léopold Philippe Charles (1620-1663),
│           │       │   │   │              admis au 
banc des princes
 à la 
Diète d'Empire
 (1654),
│           │       │   │   │   1663-1710: 
Charles Théodore Othon
 (1645-1710),
│           │       │   │   │              obtint l'
immédiateté impériale
 (1668),
│           │       │   │   │   1710-1738: 
Louis-Othon
 (1674-1738), 
sans descendance mâle
 ; sa fille 
Dorothée
, assure la succession par son mariage avec Nicolas-Léopold (rameau de 
Neuviller-Hoogstraten
 ci-dessous)
│           │       │   │   │   
│           │       │   │   │
│           │       │   │   └─> (1610)
│           │       │   │       
Neuviller
 (Frédéric-Magnus)
│           │       │   │       │
│           │       │   │       ├─> (1676)
│           │       │   │       │   
Hoogstraten
 (Guillaume Florentin, baron de 
Hoogstraten
),
│           │       │   │       │   puis 
princes de Salm
 puis 
de Salm-Salm
 (1739) et ducs de Hoogstraten :
│           │       │   │       │   1739-1770: Nicolas-Léopold (1701-1770) x 1719 
Dorothée de Salm
 ci-dessus
│           │       │   │       │   1770-1778: Louis Charles Othon (1721-1778)
│           │       │   │       │   1778-1793
[
10
]
: Constantin Alexandre (1762-1828),
│           │       │   │       │   puis installation à 
Anholt
 (1790)
│           │       │   │       │
│           │       │   │       └─> (1676)
│           │       │   │           
Loes
 ou 
Lentz
 (Henri Gabriel),
│           │       │   │           devient 
de 
Salm-Kyrburg
 (1738), princes de l'Empire (1742), éteinte en 1905
│           │       │   │
│           │       │   ├─> (1561)
│           │       │   │   
Dhaun
 (Adolphe Henri, Wildgrave), éteinte en 1750
│           │       │   │
│           │       │   └─> (1561)
│           │       │       
Grumbach
 :
│           │       │       Jean Christophe, Rhingrave de Stein, « comte de Salm » et 
Grumbach

│           │       │       │
│           │       │       ├─> (?)
│           │       │       │   
Grumbach
 ; reprend Stein en 1793 ;
│           │       │       │   devient 
Salm-
Horstmar
 (v. 1803), princes (1817)
│           │       │       │
│           │       │       └─> (?)
│           │       │           
Rhingraves de Stein
, éteinte en 1793, succession par 
Grumbach
 ci-dessus
│           │       │
│           │       └→ 
Kirbourg
 (Jean VII, Wildgrave), recevant 
Kyrburg
, 
Morhange
, 
Puttelange
 et 
Diemeringen
,
│           │           éteinte en 1688
│           │           
│           │
│           └─> (1475)
│               Jean V, 
comte de Salm

│               │
│               ├─> Jean VI
│               │   │
│               │   Jean VII
│               │   │
│               │   ├─> Jean VIII, 
sans descendance

│               │   │   succession par sa nièce Christine de Salm et les 
ducs de Lorraine
 ci-dessous
│               │   │
│               │   └─> (Paul)
│               │       │
│               │       └─> 
Christine ou 
Chrétienne
 de Salm, héritière de Jean VIII
│               │           x 
François de Lorraine
, 
comte de Vaudémont
, puis duc de Lorraine
│               │           │
│               │           (1600
[
11
]
)
│               │           
Ducs de Lorraine
, comtes de Salm

│               │
│               └─> 
Salm et Neubourg
 (
Nicolas 
I
er
, "comte de Salm", comte de Neubourg
[
12
]
),
│                   éteinte en 1784
│
└─> 
Frédéric, duc de Basse-Lotharingie

    d'où 
Limbourg
 puis 
Reifferscheid
, voir 
Salm-Reifferscheid
 (1416) ci-dessus
```